# Абу-л-Аббас аль-Хіджазі
Абу-л-Аббас аль-Хіджазі — арабський торговець, мореплавець і мандрівник XI-XII ст. з Ємену.
Відомий тим, що 40 років прожив у Китаї. Заснував розгалужену торгівельну мережу із великою флотилією власних кораблів. Повноважними представниками Абу-л-Аббаса в далеких краях були семеро його синів, що облаштувалися в Індії та Китаї, на Шрі-Ланці, Суматрі та інших островах Індійського Океану. З 1118 року мешкав в Каїрі, де з ним зустрічався інший арабський мандрівник Абу Хамід аль-Гарнаті. Відповідно до Китаю аль-Хіджазі потрапив близько 1080 року.
Збереглася історія про те, що одного разу Абу-л-Аббас втратив 11 своїх кораблів. Врятувався лише один, що перевозив китайську порцеляну і деревину алое. Втім, продавши привезений з Китаю товар, купець компенсував усі збитки.